# Эрдэнэ (Говь-Алтай)
Эрдэнэ (монг. Эрдэнэ) — сомон аймака Говь-Алтай в юго-западной части Монголии, площадь которого составляет 26 066 км². Численность населения по данным 2009 года составила 2 288 человек.
Центр сомона — посёлок Сангийн-далай, расположенный в 220 километрах от административного центра аймака — города Алтай и в 1005 километрах от столицы страны — Улан-Батора.

## География
Сомон расположен в юго-западной части Монголии. Имеет границу с Китайской Народной Республикой. На территории Эрдэнэ располагаются горы Улийн овоо, Чингис Богд, протекают реки Гашуун, Жавхлант, Цэцэг.
Из полезных ископаемых в сомоне встречаются медная руда, каменный уголь, золото, химическое и строительное сырьё.

## Климат
Климат резко континентальный. Средняя температура января -14-20 градусов, июля +19-26 градусов. Ежегодная норма осадков 200 мм.

## Фауна
Животный мир Эрдэнэ представлен лисами, волками, косулями, аргалями, оленями, лосями, манулами, дикими козами, зайцами, тарбаганами.

## Инфраструктура
В сомоне есть школа, больница, турбазы.